# 나가노 요시히데
나가노 요시히데(일본어: 永野 義秀, 1969년 6월 3일~)는 일본의 펜싱 선수이다. 주 종목은 플뢰레이며 1992년 하계 올림픽에 일본 국가대표로 참가했다.

## 개인사
아들인 유다이도 아버지의 뒤를 따라 펜싱 선수로 활동하고 있다.